# Hallubi Kabir
Hallubi Kabir (arab. حلوبي كبير) – wieś w Syrii, w muhafazie muhafazie Aleppo. W 2004 roku liczyła 103 mieszkańców.